# Cataglyphis longipedem
Cataglyphis longipedem är en myrart som först beskrevs av Karl Eichwald 1841.  Cataglyphis longipedem ingår i släktet Cataglyphis och familjen myror. Inga underarter finns listade.